# 卓佳佳
卓佳佳，香港粉嶺北農村及居民聯席、馬寶寶社區農場成員。

## 簡歷
卓佳佳成長於將軍澳公共屋邨，曾就讀鄭植之中學，為家中幼女。2007年獲香港浸會大學取錄，主修地理。2009年，卓佳佳到粉嶺北馬屎埔村進行野外考察時，被自然環境及自給自足生活吸引。2010年夏季，與三代皆生活於馬屎埔村的居民區晞旻等人成立「馬寶寶社區農場」，以實踐永續農業的方針從事農業耕作，售賣收成的蔬菜及瓜類植物，並舉辦導賞團及工作坊，令市民了解及關注香港本土農業。

## 事件

### 圍政總反新界東北發展
香港特區政府擬推行新界東北發展計劃，卓佳佳一直表示反對，曾被多家傳媒訪問。2012年9月2日，「我愛我家，不遷不拆」反對東北規劃集會舉行，參加者由立法會示威區遊行到添馬公園集會，大會宣佈逾三千人次出席。卓佳佳為聯席發言人，她表示在新界東北諮詢期間發起集會，是要向政府清楚表達訴求。

### 新界東北發展計劃公眾諮詢會
2012年9月22日，新界東北發展計劃最後一場公眾諮詢會於上水圍附近的寶運路草地舉行，卓佳佳以「粉嶺北農村及居民聯席」成員身份出席大會，向政府提出三項訴求，包括立即撤回計畫，反對政府縱容地產商囤積農地；及制訂長遠鄉郊發展政策，以支持本土農業發展。會場内，支持發展計劃的上水鄉鄉民與反對計劃的人士發生爭執及推撞，卓佳佳於上前勸架時，亦遭人推撞及襲擊。

### 因涉612人道支援基金而被捕
2023年8月10日，香港警方國安處拘捕4男6女，年齡介乎26歲至43歲，當中包括「612人道支援基金」秘書處前職員卓佳佳及葉寶琳，其餘被捕人士為蕭惠營、許謹穎、黃芷欣、蔡蕊芝、李忠仁、郭鎮峰、李梓安、趙崇佳，警方指控他們涉嫌串謀已解散的「612人道支援基金」，接受海外組織捐款及為流亡海外人士提供援助，涉嫌違反《港區國安法》第29條「串謀勾結外國或者境外勢力危害國家安全」罪及煽動暴動。

## 資料來源
1. ↑  新聞故事——站在捍衞東北最前線 城市姑娘愛田園 頭條日報，2012年9月25日
2. ↑  .   [2012-09-26]. （原始内容存档于2014-06-22）.
3. ↑  化父母阻力為動力 靠田園付家用 （页面存档备份，存于） 明報，2011年7月17日
4. ↑  次世代生活圈：美少女下鄉做農的傳人 （页面存档备份，存于） 太陽報，2012年9月6日
5. ↑  . 獨立媒體. 2012-09-03  [2024-12-25]. （原始内容存档于2024-12-26） （中文（香港））.
6. ↑  東北論壇 過半喊撤案 陳茂波拒絕[永久] 世界日報，2012年9月23日
7. ↑  卓佳佳諮詢會勸架遭人推撞[永久] 明報，2012年9月22日
8. ↑  互罵動粗 舉櫈擲樽 原居民鬥非原居民 Archive.today的存檔，存档日期2013-01-07 明報，2012年9月23日
9. ↑  . 追新聞. 2023-08-10  [2024-12-25]. （原始内容存档于2024-12-11） （中文（香港））.
10. ↑  . 香港01. 2023-08-12  [2024-12-25]. （原始内容存档于2025-02-23） （中文（香港））.
11. ↑  . 明報. 2023-08-11  [2024-12-25]. （原始内容存档于2025-02-23） （中文（香港））.

## 外部連結
- 馬寶寶社區農場（页面存档备份，存于）